# Alfonso García (Fußballspieler)
Alfonso García (* 24. Oktober 1969 in Valencia) ist ein ehemaliger Fußballprofi und heutiger -trainer.

## Spielerlaufbahn
García besitzt die spanische Staatsbürgerschaft, galt jedoch zu seiner aktiven Zeit als Fußballdeutscher. Er bestritt 22 Bundesliga- und 188 Zweitligaspiele. Dabei erzielte er ein beziehungsweise 33 Tore.

### Anfänge
García begann beim TSV Unterriexingen mit dem Fußball und wechselte als Teenager zum FSV 08 Bissingen. Als Aktiver spielte er ab 1989 für den SGV Freiberg in der Landesliga. Mit Freiberg stieg García 1991 in die Verbandsliga auf und wechselte anschließend zur SpVgg Unterhaching.

### Profi in Unterhaching und Reutlingen
Mit Unterhaching spielte García in der Saison 1991/92 in der drittklassigen Bayernliga und hatte mit drei Toren in den drei Aufstiegsspielen gegen den SSV Reutlingen und SV Viktoria Aschaffenburg maßgeblichen Anteil am Aufstieg in die 2. Fußball-Bundesliga. In Unterhaching wurde "Fonsi" schnell zum Publikumsliebling. Nach dem direkten Wiederabstieg gelang 1995 die Rückkehr in die 2. Bundesliga und 1999 sogar der Aufstieg in die Fußball-Bundesliga. Sein Bundesliga-Debüt feierte García am 20. August 1999, als er im Spiel gegen den MSV Duisburg in der 87. Minute für Jochen Seitz eingewechselt wurde. Doch in der Bundesliga verlor der Stürmer seinen Stammplatz, kam in zwei Jahren zu 22 Einsätzen und erzielte dabei ein Tor – am 25. September 1999 gegen Hertha BSC zum 1:1-Endstand.
Nach dem Abstieg 2001 und über 230 Pflichtspielen für Unterhaching, wechselte García zum Zweitligisten SSV Reutlingen 05. Von 2001 bis 2003 bestritt er für die Reutlinger 53 Zweitligaspiele und erzielte dabei zwölf Tore.
Im Sommer 2003 kehrte García in den Amateurbereich zurück und wurde Spielertrainer beim FSV 08 Bissingen in der Bezirksliga.

## Trainerlaufbahn
Nach seiner Profikarriere wechselte García im Sommer 2003 als Spielertrainer zu seinem Heimatverein FSV 08 Bissingen. Mit dem damaligen Bezirksligisten erreichte er überraschend das Endspiel im WFV-Pokal 2003/04, das der Außenseiter standesgemäß mit 0:8 gegen den damaligen Drittligisten VfR Aalen verlor.  Außerdem gelang Garcia mit seinem Team direkt im ersten Jahr der Aufstieg in die Landesliga. Später konzentrierte er sich nur noch auf den Trainerjob, stieg 2006 mit den Bissingern in die Verbandsliga auf und landete hier mit seiner Mannschaft zweimal in Folge auf Platz 11.
Von Juli 2009 bis Juni 2011 trainierte er die TSG Backnang 1919 und führte den Verein jeweils auf Platz fünf in der Landesliga Württemberg.
Im Januar 2012 wurde er Cheftrainer beim Landesligisten SV Hellas 94 Bietigheim. García führte den Verein in der Rückrunde noch auf Platz 2 und durch drei Siege in der Aufstiegsrelegation in die Verbandsliga. Aufgrund unterschiedlicher Ansichten trat er im Januar 2013 zurück.
Im Juli 2013 kehrte García als Cheftrainer zum gerade in die Verbandsliga abgestiegenen FSV 08 Bissingen zurück. Nachdem die direkte Rückkehr in der Saison 2013/14 knapp verpasst wurde, gelang in der Saison 2014/15 als Verbandsliga-Meister der Aufstieg in die Oberliga Baden-Württemberg. Im ersten Oberliga-Jahr unter García landete man auf Platz 3 und zog zum zweiten Mal in der Vereinsgeschichte ins Finale des WFV-Pokals ein, in dem man aber Ligakonkurrent FV Ravensburg im Gazi-Stadion auf der Waldau mit 2:5 unterlag. Im Januar 2017 gab der Verein bekannt, dass es einen Rollentausch im Trainerteam geben wird. Aus privaten Gründen wollte García etwas kürzertreten und rückte auf die Position des Co-Trainers. Sein bisheriger Co-Trainer Andreas Lechner übernahm das Amt des Cheftrainers.
Im Februar 2018 wurde bekannt gegeben, dass Lechner am Saisonende den Verein verlässt und García zur Saison 2018/19 wieder das Amt des Cheftrainers beim FSV 08 Bissingen übernimmt. Als Co-Trainer fungieren Fabrizio D’Amario und Oronzo Vitale. In der Saison 2018/19 führte García  Bissingen auf Platz drei der Oberliga Baden-Württemberg. Durch eine 3:4-Niederlage am letzten Spieltag gegen die Zweitplatzierten Stuttgarter Kickers verpasste das Team die Qualifikation zur Aufstiegsrelegation nur knapp. In der aufgrund der COVID-19-Pandemie abgebrochenen Saison 2019/20 landete García mit seiner Mannschaft auf Platz 7.
Am 15. November 2020 erklärte García seinen überraschenden Rücktritt als Cheftrainer in Bissingen. Nach sehr langer Trainertätigkeit, fehle ihm das Feuer, um den Spagat zwischen Beruf, Familie und Trainer weiter so zu bewältigen. In der zu diesem Zeitpunkt wegen Corona unterbrochenen Oberliga-Saison standen die Bissinger nach 13 Spielen auf Platz 4.
Zur Saison 2022/23 wird García neuer Trainer des VfB Tamm, der aktuell in der Kreisliga A2 im Bezirk Enz-Murr/Württemberg spielt.

## Privates
García ist Inhaber der Fußballtrainer-A-Lizenz. Hauptberuflich arbeitet der gelernte Groß- und Außenhandelskaufmann als Filialleiter eines Blumen-Großhandels in Münchingen. Garcia ist verheiratet, hat zwei Töchter und lebt mit seiner Familie in Löchgau.